# علی هاشمی بهرمانی
علی هاشمی بهرمانی (زادهٔ ۱۳۴۰ در رفسنجان) نمایندهٔ اصلاح طلب حوزهٔ انتخابیهٔ رفسنجان در دورهٔ ششم مجلس شورای اسلامی بوده‌است. او برادرزاده اکبر هاشمی رفسنجانی، چهارمین رئیس‌جمهور ایران است. او از واسطه‌های دیدارها در ماجرای جنجالی مک‌فارلین یا ایران-کنترا بود.